# اووه آروپ
اووه آروپ (به انگلیسی: Ove Arup)(زاده ۱۶ آوریل ۱۸۹۵ - درگذشته ۵ فوریه ۱۹۸۸) کارآفرین، مهندس سازه و مدیر ارشد اجرایی بریتانیایی-دانمارکی بود که در سال ۱۹۴۶ شرکت آروپ را تأسیس نمود.